# Maniola miscens
Maniola miscens är en fjärilsart som beskrevs av Ruggero Verity 1953. Maniola miscens ingår i släktet Maniola och familjen praktfjärilar. Inga underarter finns listade i Catalogue of Life.